# Albert Maige
Pour les articles homonymes, voir Maige.
Albert Maige, né le 26 novembre 1872 à Auxonne et décédé à Lille 29 novembre 1943, est un professeur de botanique à Alger, Poitiers et Lille, Doyen de la faculté des sciences de Lille de 1924 à 1943.

## Biographie
Albert Maige accomplit ses études primaires à Auxonne, et ses études secondaires à Dijon, où il devient bachelier "ès-Sciences complet" avec mention Bien, en 1889, à l'âge de 17 ans. Il entre en Classes Préparatoires aux Grandes Ecoles, à Paris. Aux concours de 1891, il est reçu à l'École normale supérieure au 2e rang. Il devient agrégé de sciences naturelles le 22 août 1897.
Albert Maige s'engage dans un travail de thèse qu'il accomplit sous la direction de Gaston Bonnier au laboratoire de la Station de Biologie Végétale de Fontainebleau-Avon.  Il soutient la thèse le 27 mars 1900 devant le jury qui comprenait le zoologiste Alfred Giard.
Albert Maige commence sa carrière universitaire, en novembre 1900, à 28 ans à l'Ecole Supérieure des Sciences d'Alger, devenue en 1910 faculté des Sciences. Il épouse, en 1901, Georgette Binsse. Deux filles naissent au foyer, Hélène, en 1902, et Lise, en 1910. Le 1er mai 1911, Albert Maige est appelé à la Chaire de Botanique de la Faculté des Sciences de Poitiers. Il est mobilisé le 1er août 1914. Il est libéré le 20 janvier 1919. Sorti de la guerre, il doit affronter une nouvelle épreuve, le décès de son épouse, le 23 juillet 1919. Affecté moralement, il cherche à quitter Poitiers et l'occasion d'un échange de postes se présente : le professeur Hilaire Ricôme, professeur de la chaire de Botanique de la Faculté des Sciences de Lille, accepte d'aller à Poitiers. Les nominations des deux professeurs sont données par un décret du 1er janvier 1920.
A Lille, Albert Maige prend, à l'âge de 48 ans, un nouveau départ. Il se remarie avec Mademoiselle Lucie Cochez, institutrice au Lycée Fénelon. Hélène Maige-Hocquette, sa fille aînée, fait des études de Pharmacie, épouse Maurice Hocquette, qui prendra sa succession de la chaire de son beau-père en 1943, et devient Maître-Assistante au laboratoire de son mari. Lise, agrégée de grammaire, épousera Jean-François Gallissot, fils de Charles Gallissot professeur de mathématiques et premier directeur de l'Observatoire Astronomique de Lille.
Dans son laboratoire, Albert Maige choisit comme sujet de recherches, la physiologie de l'amyloplaste dans les embryons des légumineuses. Il engage ses chercheurs sur d'autres sujets : Gustave Malcuit et  Maurice Hocquette sur l'analyse de la végétation du littoral, René de Litardière, qui de Poitiers l'a accompagné à Lille, sur la caryosystématique des plantes des dunes ; Georges Deloffre est le seul à travailler dans le domaine de son patron. Dans le but d'ouvrir son laboratoire au monde agricole, Albert Maige crée, en 1922, la Station d'Essais de Semences et en 1931 l'Institut Agricole, dans lequel sont enseignés les certificats d’Études Supérieures de nature agricole et la formation des instituteurs qui feront l'enseignement agricole. 
Albert Maige est élu, le 11 juin 1924, doyen de la Faculté des Sciences, succédant à Albert Châtelet qui devient Recteur de l'Académie de Lille. Il est renouvelé cinq fois dans cette fonction, jusqu'à sa mise en retraite, en septembre 1943. 
Par sa réputation de Doyen et de scientifique, Albert Maige a été appelé à des fonctions nationales : de 1931 à 1940, il a été Membre du Comité Consultatif de l'Enseignement Supérieur Public (sa nomination fut renouvelée en 1933 et 1937).  Enfin, il a été élu au Conseil Supérieur de la Recherche Scientifique, le 23 mai 1939.
Deux distinctions importantes ont couronné sa carrière universitaire. Le 29 juin 1936, Albert Maige entre à l'Institut de France comme Membre correspondant de l'Académie des Sciences, et, le 14 juillet 1938, il est promu au grade d'Officier de la Légion d'Honneur. Il est membre du conseil d'administration de l'Institut industriel du Nord (École centrale de Lille),.